# لانديس (كارولاينا الشمالية)
لانديس (بالإنجليزية: Landis, North Carolina)‏ هي بلدة أمريكية تقع في الولايات المتحدة في مقاطعة روان. يقدر عدد سكانها بـ 3,109 نسمة ومساحتها 6.4 كم2 ووترتفع عن سطح البحر 274 متر.

## التركيبة السكانية
حدّد مكتب تعداد الولايات المتحدة بيانات التركيبة السكانية للانديس في تعداد الولايات المتحدة. في ما يلي، التركيبة السكانية حسب تعدادي 2000 و2010.

### تعداد عام 2000
بلغ عدد سكان لانديس 2,996 نسمة بحسب تعداد عام 2000، وبلغ عدد الأسر 1,205 أسرة وعدد العائلات 845 عائلة مقيمة في البلدة. في حين سجلت الكثافة السكانية 322.8 نسمة لكل كيلومتر مربع (836.0/ميل2). وبلغ عدد الوحدات السكنية 1,293 وحدة بمتوسط كثافة قدره 139.3 لكل كيلومتر مربع (360.8/ميل2).
وتوزع التركيب العرقي للبلدة بنسبة 92.02% من البيض و2.47% من الأمريكيين الأفارقة و0.23% من الأمريكيين الأصليين و1.64% من الأمريكيين ذوي الأصول الآسيوية و2.54% من الأعراق الأخرى و1.10% من عرقين مختلطين أو أكثر و8.31% من الهسبانيون أو اللاتينيون من أي عرق.
بلغ عدد الأسر 1,205 أسرة كانت نسبة 33.4% منها لديها أطفال تحت سن الثامنة عشر تعيش معهم، وبلغت نسبة الأزواج القاطنين مع بعضهم البعض 53.9% من أصل المجموع الكلي للأسر، ونسبة 11.2% من الأسر كان لديها معيلات من الإناث دون وجود شريك، بينما كانت نسبة 5.1% من الأسر لديها معيلون من الذكور دون وجود شريكة وكانت نسبة 29.9% من غير العائلات. تألفت نسبة 26.2% من أصل جميع الأسر من عدة أفراد يعيشون في نفس المنزل ونسبة 14.8% كانت تتألف من شخص يعيش بمفرده يبلغ من العمر 65 عاماً أو أكثر. وبلغ متوسط حجم الأسرة المعيشية 2.49، أما متوسط حجم العائلات فبلغ 2.97.
بلغ العمر الوسطي للسكان 37.8 عاماً. وكانت نسبة 23.6% من القاطنين تحت سن الثامنة عشر، وكانت نسبة 9.6% بين الثامنة عشر والرابعة والعشرين عاماً، ونسبة 27.8% كانت واقعةً في الفئة العمرية ما بين الخامسة والعشرين والرابعة والأربعين عاماً، ونسبة 22.1% كانت ما بين الخامسة والأربعين والرابعة والستين، ونسبة 16.8% كانت ضمن فئة الخامسة والستين عاماً فما فوق. يوجد لكل 100 أنثى 93.0 ذكر، ويوجد لكل 100 أنثى في الثامنة عشر من عمرها فما فوق 90.5 ذكر.
بلغ متوسط دخل الأسرة في البلدة 36,594 دولارًا، أما متوسط دخل العائلة فبلغ 43,214 دولارًا. وكان متوسط دخل الذكور 27,556 دولارًا مقابل 23,400 دولارًا للإناث. وسجل دخل الفرد الخاص بالبلدة 16,642 دولارًا. وكانت نسبة 6.6% من العائلات ونسبة 10.1% من السكان تحت خط الفقر، وكان من هؤلاء نسبة 14.1% تحت سن الثامنة عشر ونسبة 7% في الخامسة والستين من العمر وما فوق.

### تعداد عام 2010
بلغ عدد سكان لانديس 3,109 نسمة بحسب تعداد عام 2010، وبلغ عدد الأسر 1,267 أسرة وعدد العائلات 846 عائلة مقيمة في البلدة. في حين سجلت الكثافة السكانية 335 نسمة لكل كيلومتر مربع (867.6/ميل2). وبلغ عدد الوحدات السكنية 1,426 وحدة بمتوسط كثافة قدره 153.7 لكل كيلومتر مربع (398.1/ميل2).
وتوزع التركيب العرقي للبلدة بنسبة 91.89% من البيض و3.25% من الأمريكيين الأفارقة و0.51% من الأمريكيين الأصليين و0.55% من الأمريكيين ذوي الأصول الآسيوية و2.96% من الأعراق الأخرى و0.84% من عرقين مختلطين أو أكثر و7.75% من الهسبانيون أو اللاتينيون من أي عرق.
بلغ عدد الأسر 1,267 أسرة كانت نسبة 31.3% منها لديها أطفال تحت سن الثامنة عشر تعيش معهم، وبلغت نسبة الأزواج القاطنين مع بعضهم البعض 51.9% من أصل المجموع الكلي للأسر، ونسبة 11% من الأسر كان لديها معيلات من الإناث دون وجود شريك، بينما كانت نسبة 3.9% من الأسر لديها معيلون من الذكور دون وجود شريكة وكانت نسبة 33.2% من غير العائلات. تألفت نسبة 27.8% من أصل جميع الأسر من عدة أفراد يعيشون في نفس المنزل ونسبة 13.3% كانت تتألف من شخص يعيش بمفرده يبلغ من العمر 65 عاماً أو أكثر. وبلغ متوسط حجم الأسرة المعيشية 2.45، أما متوسط حجم العائلات فبلغ 3.01.
بلغ العمر الوسطي للسكان 39.6 عاماً. وكانت نسبة 22.4% من القاطنين تحت سن الثامنة عشر، وكانت نسبة 8.4% بين الثامنة عشر والرابعة والعشرين عاماً، ونسبة 25.8% كانت واقعةً في الفئة العمرية ما بين الخامسة والعشرين والرابعة والأربعين عاماً، ونسبة 25.9% كانت ما بين الخامسة والأربعين والرابعة والستين، ونسبة 17.6% كانت ضمن فئة الخامسة والستين عاماً فما فوق. وتوزع التركيب الجنسي للسكان بنسبة 48.5% ذكور و51.5% إناث.

## أعلام
- بيلي راي بارنز